# Tanzania en los Juegos Olímpicos de Río de Janeiro 2016
Tanzania participa en los Juegos Olímpicos de 2016 en Río de Janeiro, Brasil, del 5 al 21 de agosto de 2016.
El atleta Andrew Thomas Mlugu fue el abanderado durante la ceremonia de apertura.

## Deportes
Atletismo
- Saidi Makula (maratón masculina)
- Fabiano Joseph Naasi (maratón masculina)
- Alphonce Felix Simbu (maratón masculina)
- Sara Ramadhani (maratón femenina)

Judo
- Andrew Thomas Mlugu (-73 kg masculino)

Natación
- Hilal Hemed Hilal (50 metros estilo libre masculino)
- Magdalena Moshi (50 metros estilo libre femenino)